# ان‌جی‌سی ۳۱۹۰
ان‌جی‌سی ۳۱۹۰ (انگلیسی: NGC 3190) نام یک کهکشان مارپیچی در صورت فلکی شیر است.

## نگارخانه

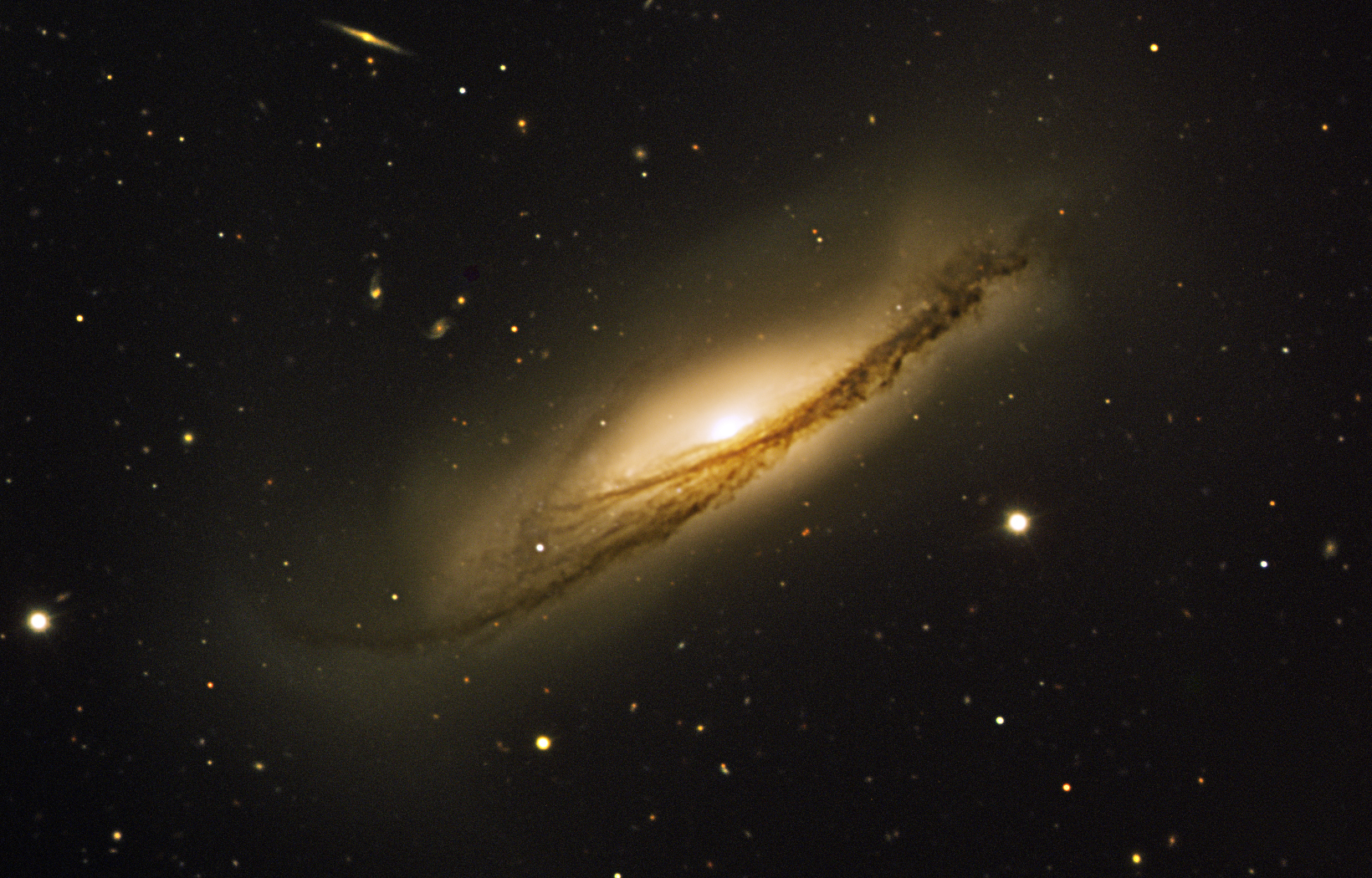
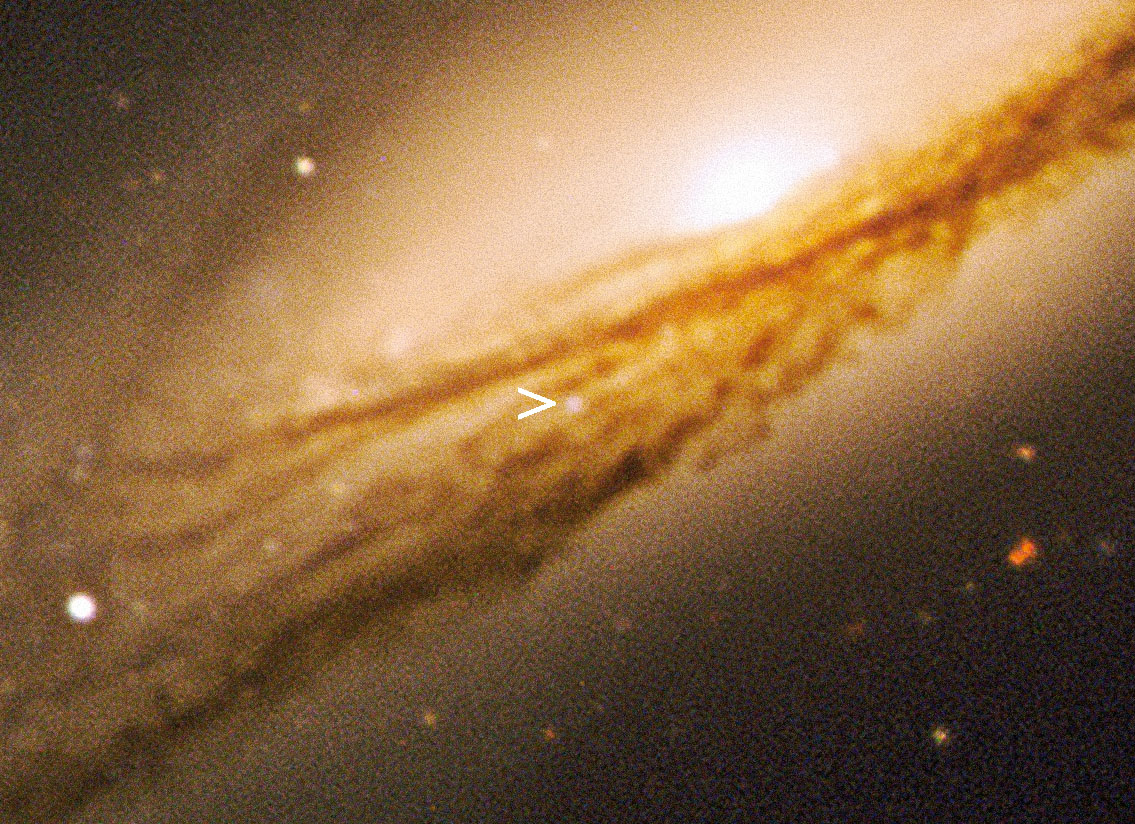
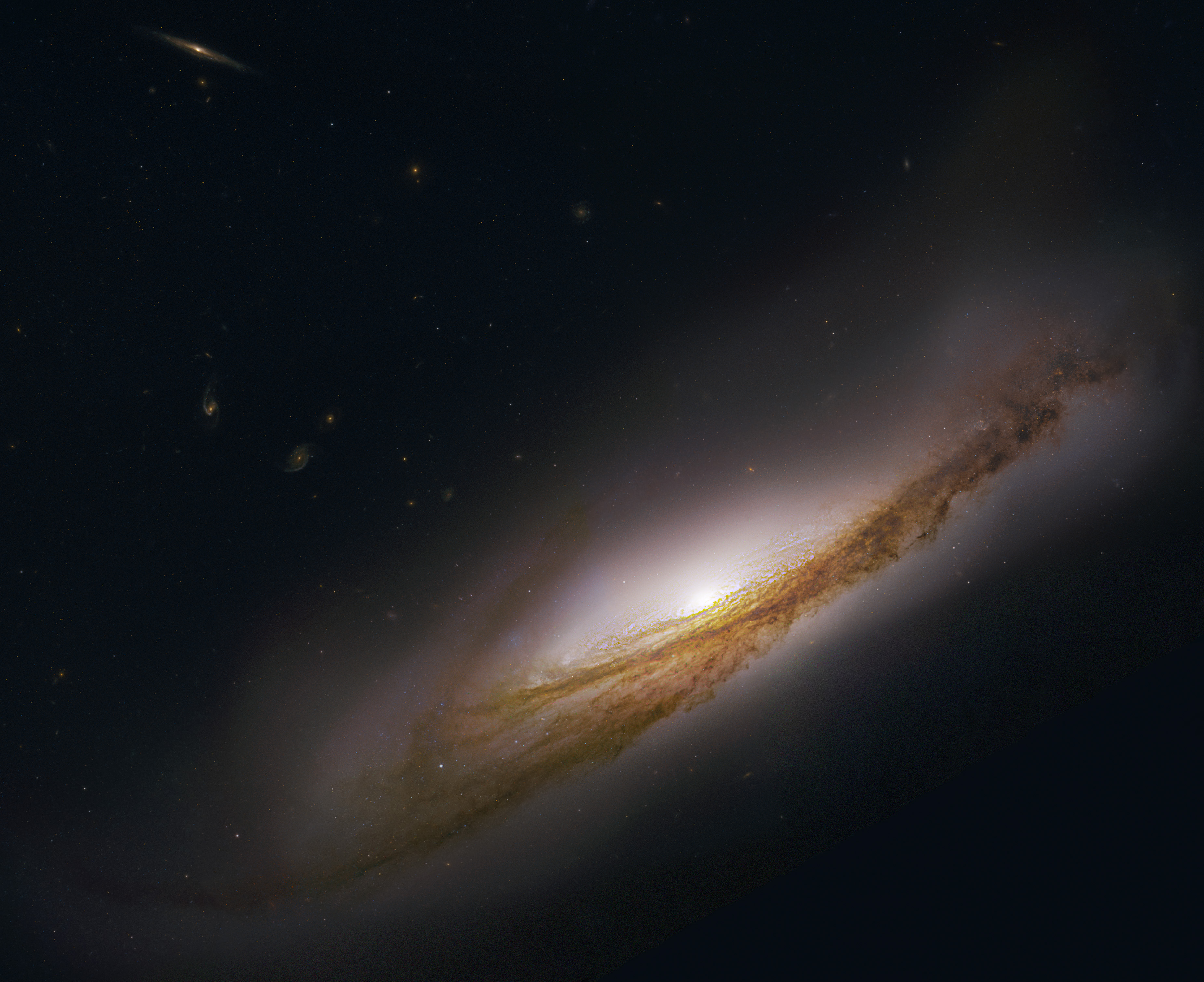
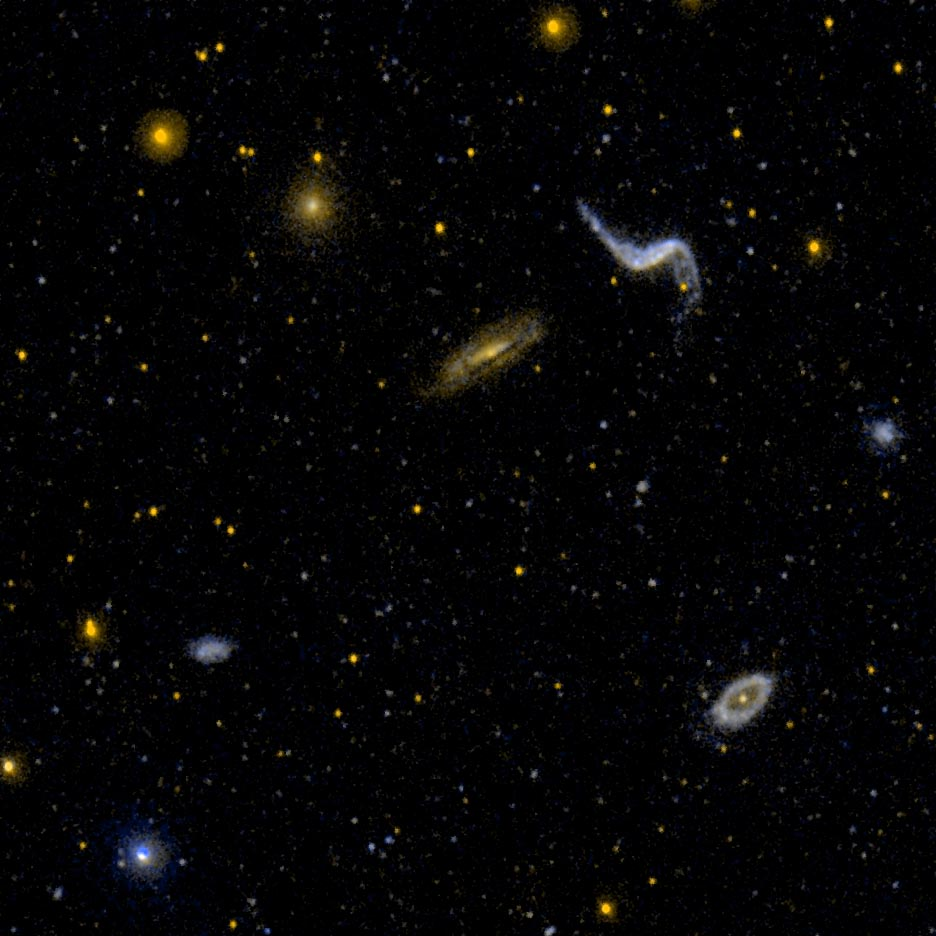